# Anstieg der GameStop-Aktie 2021

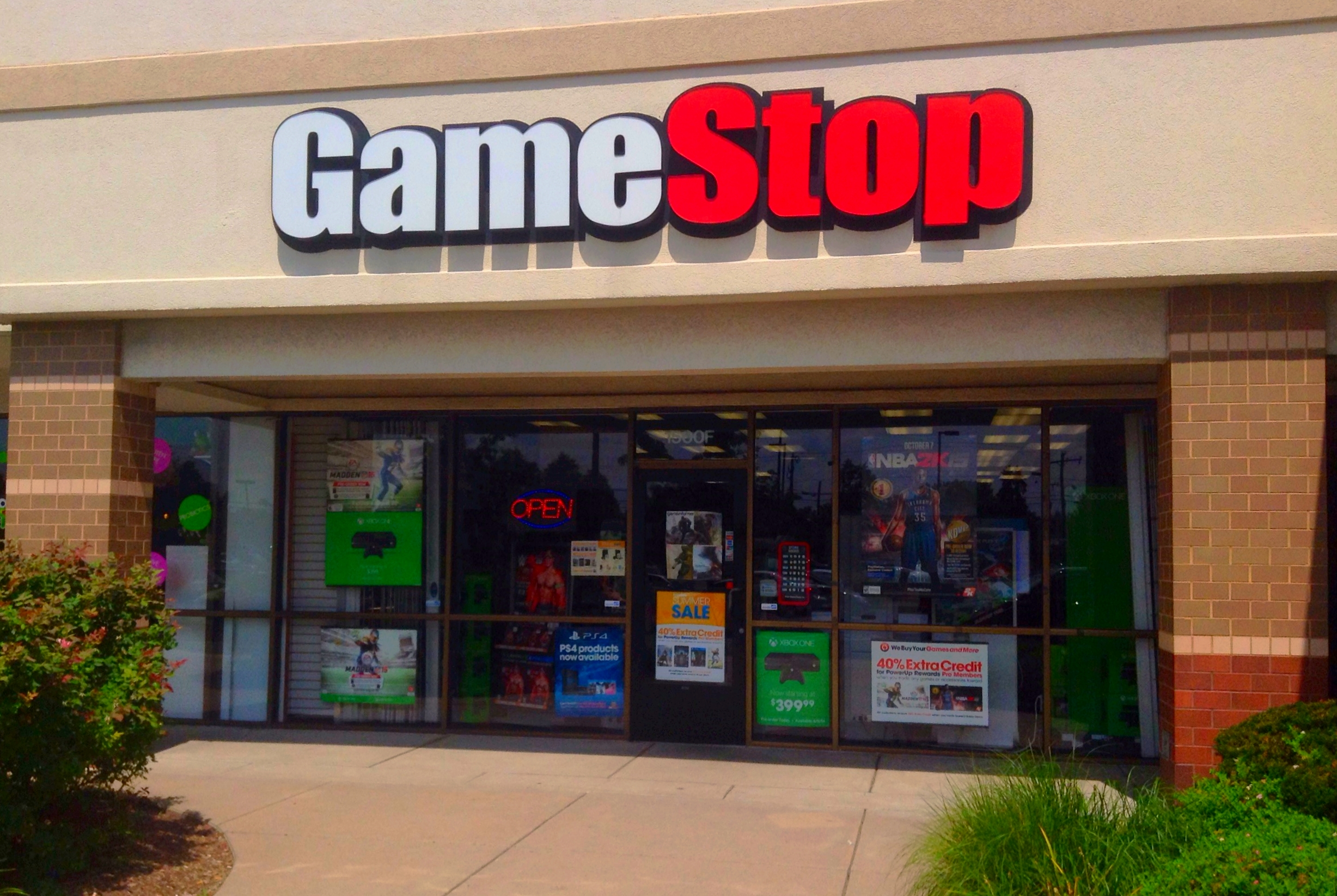
Eine GameStop-Filiale in den Vereinigten Staaten (2014)

Der Anstieg der GameStop-Aktie 2021 ist ein starker Kursanstieg der Aktie der US-amerikanischen Einzelhandelskette GameStop von knapp 20 US-Dollar zu Jahresbeginn 2021 auf zwischenzeitlich rund 480 US-Dollar, der weltweit mediale Beachtung fand. Die Marktkapitalisierung des Unternehmens stieg auf über 20 Milliarden US-Dollar. Da zuvor mehrere Hedgefonds mit Leerverkäufen auf den Fall der Aktie gesetzt hatten, erlitten sie während des Kursanstiegs Milliardenverluste. Ausgelöst wurde der starke Kursanstieg durch die Community r/wallstreetbets, ein Unterforum des sozialen Netzwerks Reddit, in dem sich zahlreiche Kleinanleger zum Kauf der Aktie entschlossen. Dieses Phänomen griff im Laufe der Zeit auf die Aktien zahlreicher weiterer Unternehmen über, insbesondere wenn diese ebenfalls stark leerverkauft waren, beispielsweise bei dem US-amerikanischen Kinobetreiber AMC Entertainment.
Infolge mangelnder hinterlegter Sicherheiten bei Clearingstellen stoppten am 28. Januar mehrere Broker, darunter Robinhood, TD Ameritrade/Charles Schwab, Interactive Brokers und Webull auf dem US-amerikanischen und Trade Republic auf dem deutschen Markt, die Möglichkeit zum Kauf der Aktie zwischenzeitlich, was zahlreiche Kritik hervorrief.

## Verlauf
Da das Geschäftsmodell der Kette GameStop infolge der zunehmenden Digitalisierung des Spielehandels wenig vielversprechend war und sich die Geschäftszahlen des Unternehmens jährlich verschlechterten, wetteten zahlreiche Hedgefonds auf den weiteren Fall der Aktie des Unternehmens. Zu diesem Zweck tätigten sie Leerverkäufe, d. h., sie verkauften geliehene Aktien des Unternehmens, um sie zu einem späteren Zeitpunkt günstiger zurückkaufen und zurückgeben zu können und damit Gewinn zu erzielen. Im Jahr 2019 begann Keith Gill, ein US-amerikanischer Finanzanalyst und Investor, in die Aktie von GameStop zu investieren, kaufte zunächst 50 und bis zu einem Gesamtinvestment von etwa 53.000 USD immer weiter Aktien. Er postete monatelang Screenshots seines Portfolios mit GameStop-Aktien in der Online-Community r/wallstreetbets, einem Subreddit des sozialen Netzwerks Reddit. Im Forum begann eine Debatte. Der Investor Ryan Cohen stieg am 18. August 2020 in die Aktie ein und vergrößerte seinen Anteil sukzessive von 9 auf 12,9 % am 17. Dezember 2020. Cohen investierte über seine Gesellschaft RC Ventures LLC etwa 76 Millionen US-Dollar in 9.001.000 Aktien (etwa 8,44 US-Dollar/Aktie). Am 7. Oktober 2020 erwarb der Hedgefonds Senvest Management LLC 5,54 % aller Aktien. Trotz dieser Unternehmensbeteiligungen blieb die Aktie des Unternehmens sehr stark leerverkauft – und zu einem niedrigen Preis auf dem Markt erhältlich. Mitglieder der Reddit-Community stiegen, in Erwartung einer Wertzunahme und der Chance auf persönlichen Gewinn, in die Aktie ein. Die zunehmende Nachfrage und die einhergehende Kurssteigerung bewogen weitere Kleinanleger zum Kauf. Da mehr Aktien leerverkauft waren als im Streubesitz verfügbar – die Leerverkaufsquote betrug teilweise bis zu 140 % –, wurde auf Reddit zu einem Angriff auf die Hedgefonds mittels Short Squeeze geblasen.
Am 26. Januar 2021 verlinkte Elon Musk in einem Tweet auf das Reddit-Unterforum r/wallstreetbets, woraufhin sich die Aktie auf 150 USD im Vergleich zum Vortag verdoppelte. Durch die zunehmende Nachfrage nach dem Papier gerieten am 28. Januar mehrere Broker nach eigenen Aussagen in Schwierigkeiten, da sie nicht ausreichend Sicherheiten bei ihren Clearingstellen hinterlegt hätten, weswegen sie die Möglichkeit zum Kauf der Aktie stoppten und nur noch Verkäufe zuließen. Zunächst begründeten sie die Einschränkung des Handels damit, ihre Kunden vor dem Risiko einer Investition in die sehr volatilen Aktien schützen zu wollen, was massive Kritik hervorrief. Infolge der Kaufeinschränkung fiel nach einem Allzeithoch bei 482,85 USD der Schlusskurs auf knapp 200 USD von 350 USD tags zuvor.
Am Tag darauf ließen einige Broker den Kauf der Aktie wieder zu. Der Business Insider schätzte den für Hedgefonds entstandenen Verlust bis zum 29. Januar seit Jahresbeginn auf 19 Milliarden US-Dollar. Eine Ausnahme stellte Senvest Management LLC dar, das durch den Verkauf eines Großteils seiner Anteile im Januar rund 700 Millionen USD Gewinn einfahren konnte. Die Aktie hielt sich derweil am 30. Januar noch deutlich über 200 USD, blieb danach drei Wochen deutlich unter 100 USD und stieg am 25. Februar nach einer Personalentscheidung wieder über 100 USD.
Der Anstieg der GameStop-Aktie sorgte für einen ähnlichen Effekt bei einigen weiteren Unternehmen, darunter AMC Entertainment, Bed Bath & Beyond, Blackberry, Express, Nokia, und für einen Anstieg des Silberpreises sowie der Kryptowährung Dogecoin.

## Auswirkungen

### Hedgefonds
Die Dynamik versetzte institutionelle Leerverkäufer der Wall Street in Panik, die damit begann, Maßnahmen zu ergreifen, um den Handel der Kleinanleger einzuschränken. Der US-amerikanische Hedgefonds Citron Research gab infolge großer Verluste durch Spekulationen auf den Fall der Gamestop-Aktie einen Strategiewechsel bekannt und erklärte, seine Analysen von Unternehmen zum Zweck von Leerverkäufen fortan einzustellen.
Große Short-Anleger kamen an den Rand der Insolvenz, mindestens ein großer Wall-Street-Hedgefonds, Melvin Capital, musste durch andere Hedgefonds-Milliardäre mit 2,75 Milliarden Dollar gerettet werden – durch Steve Cohen von Point72 und Ken Griffin von Citadel. Citadel und Point72 besitzen eine nicht veröffentlichte Beteiligung an Melvin Capital Management. Melvin hatte innerhalb weniger Wochen 30 % seiner Einlagegelder durch den Short Squeeze verloren, nachdem es GameStop geshortet hatte. Am 27. Januar hatten die großen institutionellen Short-Anleger 14,3 Milliarden Dollar Verlust erlitten.
Die Auseinandersetzung zwischen Kleinanlegern und Großinvestoren der Wall Street wurde von vielen Medien mit der Protestbewegung Occupy Wall Street verglichen. Verschiedentlich wurde von einer „Demokratisierung“ des Aktienmarktes gesprochen und davon, dass Kleinanleger die Hedgefonds in ihrem eigenen Spiel geschlagen hätten. Der Demokrat Ro Khanna forderte eine stärkere Marktregulierung, da Hedgefonds den Aktienmarkt wie ihren „persönlichen Spielplatz“ behandeln würden.
Wissenschaftler der Universität Paderborn haben untersucht, wer an der Spekulation teilgenommen hat, wie sich die Anleger verhalten haben und inwieweit sich die persönlichen und handelstechnischen Merkmale der Investoren von denen regulärer Kleinanleger unterscheiden. Ihre Ergebnisse veröffentlichten die Wirtschaftswissenschaftler um Matthias Pelster im Mai 2021 im Fachmagazin „Finance Research Letters“. Sie zeigten, dass der Vorfall kein Protest gegen die Wall Street gewesen sei, sondern spekulativer Handel einer Gruppe von Kleinanlegern.
Im Mai 2022 gab Fondsgründer Gabe Plotkin die Auflösung des Hedgefonds Melvin Capital bekannt.

### Handelsstopp
Insbesondere die Entscheidung des amerikanischen Brokers Robinhood, den Kauf der GameStop-Aktie einzuschränken und Anteile der Nutzer ohne deren Erlaubnis zu verkaufen wurde in den Vereinigten Staaten kritisiert. Als Grund für den radikalen Schritt gaben die Broker eine massive Preiserhöhung durch ihr Clearinghaus an, das die fälligen Einlagen innerhalb einer Woche um das Zehnfache angehoben habe. Nur durch das Zurückfahren des Handels mit stark nachgefragten Papieren konnten diese Einlagen laut Angaben des Brokers Robinhood begrenzt und die Handelsplattform nach einer Sofortinvestition ihrer Eigner und durch Kredite funktionsfähig gehalten werden. Jedoch gab es seitens der SEC keine Hinweise, dass sich die Börsenaufsicht generell gegen den Handel der betroffenen Aktien ausgesprochen hatte. Als Reaktion auf Robinhoods Handhabung der Situation brach ein Shitstorm aus, Nutzer gaben negative Bewertungen für die App auf Google Play ab. Google löschte am 26. Januar mindestens 100.000 dieser Bewertungen mit der Begründung, dass es auf der Plattform Regeln gegen „koordinierte oder anorganische“ Bewertungen gebe.
Auch das Verhalten der Kleinanleger wurde kritisiert, so wurde beispielsweise von einem Pump and Dump oder einem Schneeballsystem gesprochen. Michael Maisch vom Handelsblatt bezeichnete das Vorgehen der Privatinvestoren als „gefährliche Zockerei“ sowie als Kursmanipulation.

#### Untersuchungen / Juristische Folgen
Rashida Tlaib rief zu einer Anhörung durch das United States House Committee on Financial Services auf und bezeichnete Robinhoods Vorgehen als Marktmanipulation. Carl Levin, ein ehemaliger Senator aus Michigan, argumentierte in einem Leitartikel für die Financial Times, dass die neue Regierung Biden die Praxis der Order-Flow-Zahlungen nicht länger akzeptieren und unter Strafe stellen sollte. New Yorks Generalstaatsanwältin Letitia James kündigte eine Ermittlung an. Beide Kammern des Kongresses kündigten Anhörungen zu den Vorgängen an. Texas’ Generalstaatsanwalt, Ken Paxton, verlangte Auskunft von Neobrokern wie Robinhood, Citadel und etlichen anderen über die Gründe zur Aussetzung des Handels mit Aktien und erklärte, die Wall Street habe nicht das Recht, den öffentlichen Zugang zum Aktienmarkt zu begrenzen. Seine Auskunftsersuchen gingen unter anderem auch an Discord, TD Ameritrade, M1 Holdings und Webull Financial. Paxton sprach von Anzeichen für eine Absprache. Investoren wollten so eine Bedrohung ihrer Marktdominanz durch die teils organisierten Kleinanleger abwehren. Paxton erklärte: „Es stinkt nach Korruption.“
Von Robinhood-Nutzern wurden mehrere Klagen gegen den Plattformbetreiber eingereicht, darunter eine Sammelklage am United States District Court for the Southern District of New York. Glenn Greenwald bezeichnete den Short Squeeze als einen der potenziell bedeutendsten Konflikte – nicht nur finanziell, sondern auch kulturell und politisch – und er verdiene eine ernsthafte Untersuchung. Die Securities and Exchange Commission gab bekannt, den Sachverhalt untersuchen zu wollen. Sherrod Brown, der zu der Zeit designierte Vorsitzende des Bankenausschusses im Senat der Vereinigten Staaten, kündigte eine „Anhörung zum aktuellen Zustand des Aktienmarkts“ an.

#### Deutschland
Anders als Robinhood, der den Handel mit Gamestop einschränkte, ließ der deutsche Online-Broker Trade Republic die Bearbeitung von Kaufaufträgen zu Gamestop-Aktien und zu Aktien von fünf weiteren Unternehmen zwischenzeitlich gänzlich stoppen. Als Grund gab der deutsche Online-Broker einige Tage später an, dass der angeschlossene Handelsplatz Lang & Schwarz wegen Überlastung von Datenbanken ausgefallen war. Trade Republic zufolge waren „mehrere Tausend Order pro Minute“ eingegangen.
Auch deutsche Bundestagsabgeordnete forderten, Kleinanleger nicht gegenüber Wall-Street-Großinvestoren zu benachteiligen. Florian Toncar erklärte: „Handelsplattformen müssen offen für alle Marktteilnehmer sein. Es kann nicht sein, dass eine Vielzahl von Kleinanlegern in einer volatilen Phase vom Handel ausgeschlossen werden und große Hedgefonds haben weiter Marktzugang.“ Fabio De Masi von der Linken sprach von einem Skandal: „Wenn Broker den Handel zum Schutz von institutionellen Anlegern aussetzen, zeigt dies, wie empfindlich Finanzhaie reagieren, wenn ihnen ein Schwarm einen Strich durch die Rechnung macht. Hier muss die Börsenaufsicht einschreiten.“
Nach einer anlassbezogenen Auswertung von Beiträgen in Online-Foren sah die Bundesanstalt für Finanzdienstleistungsaufsicht Anfang März 2021 „keine konkreten Anhaltspunkte dafür, dass sich Kleinanleger in Deutschland, die Gamestop-Aktien oder -Optionen erworben haben, nach der EU-Marktmissbrauchsverordnung strafbar gemacht hätten“. Die deutsche Bundesregierung betrachtete Diskussionen über Handelsabsichten in Internetforen nicht als Marktmanipulation, „soweit nicht bewusst unwahre oder irreführende Informationen im Sinne einer informationsgestützten Manipulation verbreitet werden“. Auch für Trade Republic ergaben die Untersuchungen der BaFin „keine Verdachtsmomente auf Marktmanipulation“.

## Mediale Rezeption
Ben Mezrich beschrieb die Vorgänge in seinem Sachbuch The Antisocial Network (2021), welches dann als Vorlage für den Spielfilm Dumb Money – Schnelles Geld (2023) diente. Der Bayrische Rundfunk publizierte 2022 mit Memes und Millionen: Die GameStop-Geschichte eine mehrteilige Dokumentation als Audio-Podcast. 2022 veröffentlichte Netflix die Miniserie Eat the rich – Wie die GameStop-Aktie die Wallstreet auf den Kopf stellte.